# 卡蜜兒·佩利亞
卡蜜兒·佩利亞（Camille Anna Paglia，/ˈpɑːliə/；1947年4月2日—），是美国学者、社会评论家和女性主义者。1984年起，佩利亞担任費城艺术大学教授，直到2024年该校倒閉。 佩利亞批判现代文化 ，著有《性面具》（, 1990）等。佩利亞也評論当代美国女性主义、后结构主义及美国视觉艺术、音乐和电影史等。

## 生平

### 家庭
佩利亞出生于纽约州恩迪科特（英語：Endicott），是家中长女 。她的祖父母四人均出生在意大利。母亲在五岁时自意大利拉齐奥弗罗西诺内省切卡诺移民美国。 佩利亞記述，父亲家族来自坎帕尼亚的阿韦利诺、贝内文托和卡塞塔等城镇。 自幼，佩利亞在天主教家庭长大，在紐約州牛津市的乡村上小学，與家人住在农舍裡。 佩利亞父亲是名二战老兵，在牛津的中學任教，從中带回关于法国艺术史的书籍，让年幼的女儿接触艺术。 1957 年，因其父攻讀學位，佩利亞一家搬到纽约州锡拉丘兹。佩利亞父親最终成为萊莫恩学院的拉丁语系教授。
1964年，佩利亞进入宾汉顿大学。 同年，在当地报纸上，佩利亞发表诗歌〈萎缩〉（Atrophy）。  佩利亞記述，她曾接受过诗人Milton Kessler的文学训练；Milton Kessler“相信身体的反应，以及文学能刺激感官”。  1968 年，佩利亞以毕业生代表之姿自宾汉顿毕业。
佩利亞隨後在耶鲁大学攻讀碩士。佩利亞自稱自己是1968年至1972年間是耶鲁唯一出櫃的女同性恋研究生。  在耶鲁，佩利亞与另名女性主義者Rita Mae Brown有所爭吵，稱後者为“当时黑暗的虚无主义者”；并与纽黑文的女性解放摇滚樂團争论，因为樂團将滚石乐團斥为性別歧視者。 
1972年秋季，佩利亞开始在本宁顿学院任教。 在本宁顿，佩利亞結交同校任教的哲學家费森登（James Fessenden）。 
通过研究古典学及簡·艾倫·哈里森、弗雷泽、諾伊曼等人的作品，佩利亞发展出相左於主流觀點的性史理论，為此佩利亞批评金布塔斯、卡羅琳·戈爾德·海爾布倫、凯特·米列等人。佩利亞的博士论文《性面具》中阐述自身对母系社会、雌雄同体、同性恋、虐待狂等主題的看法，於1974年12月通过答辩。1976年9月，佩利亞根据论文發表演講，讨论了斯宾塞的《仙后》 ，随后評論戴安娜·罗斯、Gracie Allen、尤尔·伯连纳和斯蒂芬·奥德兰。 
佩利亞写道，她“几乎与纽约州立大学奥本尼分校女性研究計畫的创始成员大打出手，因为她们断然否认激素会影响人类的经历或行为”。 最終，1979年佩利亞自本寧頓學院辞职。 
1980年代初，佩利亞完成了《性面具》 ，但未能出版。佩利亞在耶鲁大学、卫斯理大学和康涅狄格州的其他大学担任访问教师和兼职教师来维持生计。1979年冬季，《英国文学文艺复兴》杂志（English Literary Renaissance）上刊載论文〈阿波罗式雌雄同体和仙后〉（The Apollonian Androgyne and the Faerie Queene, 1979），但她的学术職涯在1980年代却仍停滞不前。1995年，佩利亞写给Boyd Holmes的信中，回忆道：“1980 年代初，我通过为纽黑文的报纸做地方专题报導，赚了小錢”。佩利亞撰写了有关纽黑文历史悠久的比萨店和地下铁路一處老房子的文章。 
1984 年，佩利亞轉入费城表演艺术学院。1987年，該校与费城艺术学院合并，成为費城艺术大学。
佩利亞是古典文学和人文学科期刊《阿里翁》（Arion）的编辑委员。 1995年至2001年期间，佩利亞在Salon.com撰写专栏；2007年至2009年间，再度撰写专栏；2016 年，佩利亞再度為Salon.com 撰写专栏。
2005年，佩利亞獲《外交政策》和《前景》评选为百位顶尖公共知识分子之一。
十多年来，佩利亞一直是艺术家Alison Maddex的伴侣。 2002年，佩利亞收养了Maddex的儿子。 2007 年，这对伴侶分居，但居住地相隔不遠，仍“和谐地共同抚养孩子”。 

## 作品
- The Androgyne in Literature and Art (1974; PhD thesis)
- 《性面具》（Sexual Personae: Art and Decadence from Nefertiti to Emily Dickinson , 1990）ISBN 0-679-73579-8
- Sex, Art and American Culture: Essays (1992) ISBN 0-679-74101-1
- Glennda and Camille Do Downtown (1993), documentary film
- Vamps and Tramps: New Essays (1994) ISBN 0-679-75120-3
- The Birds (BFI Film Classics) (1998) ISBN 0-851-70651-7
- Break, Blow, Burn: Camille Paglia Reads Forty-three of the World's Best Poems (2005) ISBN 0-375-42084-3
- Glittering Images: A Journey Through Art from Egypt to Star Wars (2012) ISBN 978-0-375-42460-1
- Free Women, Free Men: Sex, Gender, and Feminism (2017) ISBN 978-0-375424779
- Provocations: Collected Essays (2018) ISBN 978-1-52474689-6